# Gmach Radia Kraków
Gmach Radia Kraków – postmodernistyczny budynek, znajdujący się przy rogu alei Juliusza Słowackiego i ulicy Łobzowskiej w krakowskiej dzielnicy Nowa Wieś, będący siedzibą Radia Kraków.

## Historia
Na początku lat 90. XX wieku zarząd Radia Kraków podjął starania o budowę nowej siedziby, gdyż dotychczasowa, znajdująca się w zaadaptowanym Pałacu Tarnowskich przy ulicy Szlak, przestała zaspakajać potrzeby rozwijającej się rozgłośni. Jako lokalizację wybrano działkę przy skrzyżowaniu alei Słowackiego z ulicą Łobzowską – jedną z ostatnich dużych, niezabudowanych parcel w centrum miasta. W 1996 rozpisano za pośrednictwem Stowarzyszenia Architektów Polskich konkurs na projekt gmachu. Pierwszą nagrodę otrzymała praca przygotowana przez zespół pod kierunkiem prof. Tomasza Mańkowskiego, która po niewielkich modyfikacjach została zaakceptowana jako ostateczny projekt. Budynek wzniesiono w latach 1997–1999.
W 2000 budynek otrzymał nagrodę Mister Krakowa. Został także nominowany do nagrody „Mies van der Rohe”.

## Architektura

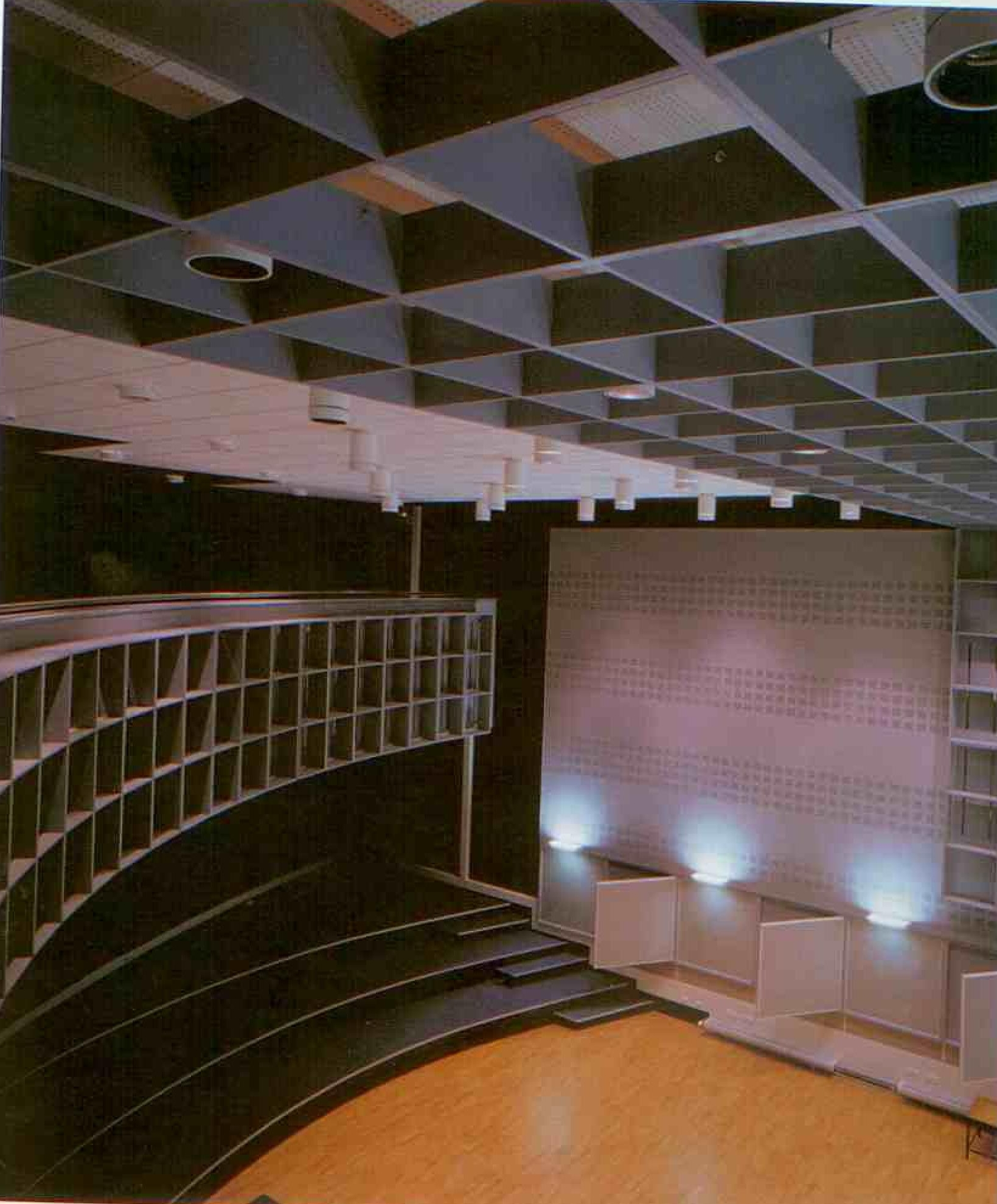
Studio im. Romany Bobrowskiej

Budynek został wzniesiony na planie półokręgu. Ma pięć kondygnacji. Jego bryła ma formę połówki ściętego, obróconego stożka. Strefa wejściowa została wyróżniona przeszkloną niszą o wysokości trzech kondygnacji ze słupem na osi. Elewacja budynku ma postmodernistyczny wystrój. Jej łuk płaszczyzny i nachylenie nadają bryle budynku dynamiki. W partii parteru jest ona przeszklona, z zieloną ślusarką. W partii pięter pokryta jest polerowanym, szarozielonym granitem i wypełniona jednakowymi, kwadratowymi oknami. Elewacje szczytowe, o surowym wystroju, mają pionowy rząd okrągłych okien. Budynek nakryty jest płaskim dachem z dwoma masztami radiowymi.
Na parterze budynku znajduje się rozległy hol z antresolą, z którego wzdłuż przeszklonej ściany poprowadzono jednobiegowe schody. Po jego południowej stronie znajdują się pomieszczenia Restauracji Radiowej. Na pierwszym piętrze znajdują się biura i sale konferencyjne. Na drugim piętrze mieszczą się od południa: studio nagraniowe S-5 im. Romany Bobrowskiej, pełniące także funkcje sali koncertowej, reżyserki ze studiem lektorskim, studio nagraniowe S-4 i studio nagraniowe S-3. Na trzecim piętrze znajdują się studia emisyjne, newsroom, biblioteka, archiwum oraz kawiarnia dla gości.
Za gmachem znajduje się zielony dziedziniec, na którym organizowane są koncerty plenerowe.